# Карина
Карина (фин. Kaarina) је град у Финској у округу Ужа Финска. Према процени из 2006. у граду је живело 22.219 становника.

## Становништво
Према процени, у граду је 2006. живело 22.219 становника.
| 1990.  | 2000.  |
| ------ | ------ |
| 18.213 | 20.175 |